# Шидянь
24°43′45″ пн. ш. 99°11′01″ сх. д. / 24.72917° пн. ш. 99.18357° сх. д.
Шидянь (кит. 施甸县, пін. Shīdiàn Xiàn) — один із повітів КНР у складі префектури Баошань, провінція Юньнань. Адміністративний центр — містечко Дяньянь.

## Географія
Шидянь лежить на висоті близько 1500 метрів над рівнем моря на заході Юньнань-Гуйчжоуського плато. Західним та південним кордоном повіту слугує річка Салуїн.

### Клімат
Повіт знаходиться у зоні, котра характеризується океанічним кліматом субтропічних нагір'їв. Найтепліший місяць — червень із середньою температурою 22,3 °C. Найхолодніший місяць — січень, із середньою температурою 9,9 °С.
| Клімат повіту Шидянь    | Клімат повіту Шидянь | Клімат повіту Шидянь | Клімат повіту Шидянь | Клімат повіту Шидянь | Клімат повіту Шидянь | Клімат повіту Шидянь | Клімат повіту Шидянь | Клімат повіту Шидянь | Клімат повіту Шидянь | Клімат повіту Шидянь | Клімат повіту Шидянь | Клімат повіту Шидянь | Клімат повіту Шидянь |
| Показник                | Січ.                 | Лют.                 | Бер.                 | Квіт.                | Трав.                | Черв.                | Лип.                 | Серп.                | Вер.                 | Жовт.                | Лист.                | Груд.                | Рік                  |
| Середній максимум, °C   | 18,5                 | 19,9                 | 23,1                 | 25,4                 | 26,6                 | 26,8                 | 26,4                 | 27                   | 26,4                 | 24,6                 | 21,5                 | 18,9                 | 23,8                 |
| Середня температура, °C | 9,9                  | 11,9                 | 15,2                 | 18,1                 | 20,8                 | 22,3                 | 22                   | 21,9                 | 20,7                 | 18,4                 | 14                   | 10,5                 | 17,1                 |
| Середній мінімум, °C    | 2,8                  | 4,7                  | 7,9                  | 11,5                 | 15,9                 | 19                   | 19,2                 | 18,7                 | 17,2                 | 14,3                 | 8,7                  | 4,2                  | 12                   |
| Норма опадів, мм        | 18.5                 | 33.1                 | 30                   | 57.6                 | 101.6                | 137.9                | 175.8                | 169.2                | 124.6                | 99.7                 | 42.5                 | 11.9                 | 1002.4               |
| Вологість повітря, %    | 69                   | 64                   | 60                   | 63                   | 69                   | 77                   | 81                   | 82                   | 81                   | 79                   | 77                   | 74                   | 73                   |
| ----------------------- | -------------------- | -------------------- | -------------------- | -------------------- | -------------------- | -------------------- | -------------------- | -------------------- | -------------------- | -------------------- | -------------------- | -------------------- | -------------------- |
| Джерело: data.cma.cn    |                      |                      |                      |                      |                      |                      |                      |                      |                      |                      |                      |                      |                      |